# Øvre Eiker
Øvre Eiker is een gemeente in de Noorse provincie Buskerud. De gemeente telde 18.562 inwoners in januari 2017.

## Plaatsen in de gemeente
- Darbu
- Hokksund
- Ormåsen
- Skotselv
- Vestfossen

## Geboren
- Christopher Hornsrud (1859 - 1960), politicus

Ål · Drammen · Flå · Flesberg · Gol · Hemsedal · Hol · Hole · Kongsberg · Krødsherad · Lier · Modum · Nesbyen · Nore og Uvdal · Øvre Eiker · Ringerike · Rollag · Sigdal

Voormalige gemeente: Hurum · Nedre Eiker · Røyken